# Блауфранкиш
Блауфранкиш, Блауфрэнкиш (нем. Blaufränkisch), Лембергер (нем. Lemberger) или Кекфранкош (венг. Kékfrankos) — технический (винный) сорт чёрного винограда, используемый для производства красных вин в странах Центральной и Восточной Европы. Один из важнейших сортов региона, иногда называемый «восточным пино-нуаром». Кекфранкош служит основой для самого известного красного вина Венгрии — «Бычьей крови». Достоинства этого сорта проявляются также в купажах с другими сортами вина, такими как Каберне Совиньон, Мерло и Пино Нуар.

## Происхождение
Первое задокументированное упоминание сорта состоялось в 1862 году, когда виноград был представлен на выставке виноделия в Вене. Разумеется, сорт существовал задолго до этого момента, и, вероятно, культивировался уже в Средневековье скрываясь под различными синонимами, имеющими общий корень Fränkisch. Само название происходит от Франконии, немецкого винного региона, который включает в себя северо-запад Баварии, северо-восточные просторы Баден-Вюртемберга вокруг Хайльбронн-Франконии, и части южной Тюрингии.
В средневековый период в этом регионе климат благоприятствовал виноделию, и местные вина очень высоко ценились. Сорта винограда, из которых, как считалось, можно было создавать высококачественные вина, назывались  франкскими (нем. Fränkisch), а сорта, считавшиеся менее качественными, —  гуннскими (венгерскими). Очень вероятно, что как раз в этот или более поздний период в регионе начали культивировать и сорт Blaufränkisch (буквально, Синий Франкский).
Несмотря на очевидное происхождение названия от топонима Франкония, ампелографы полагали, что сам сорт вероятней всего происходит откуда-то еще, скорее всего с полосы земли, простирающейся от Далмации, через территории бывшей Австро-Венгрии. Основанием для такого предположения служило то, что старый венгерский сорт, Кекфранкош (венг. Kékfrankos), это тот же Блауфранкиш.
Последние генетические исследования показали, что сорт появился в результате скрещивания автохтонного словенского сорта Блау Цимметтраубе (нем. Blaue Zimmettraube) и Гуэ блан (фр. Gouais blanc), он же Вайсер Хойниш (нем. Weisser Heunisch), буквально Белый Гуннский, который, по одной из теорий, также может иметь восточноевропейское происхождение. Теперь можно утверждать с достаточной уверенностью, что сорт, действительно, происходит из Нижней Штирии, территории современной Словении.
Курьёзный факт, но до того, как начали использовать генетический анализ, ампелографы указывали местом происхождения примерно тот же регион, но базировались на неправильном предположении о том, что Блауфранкиш, это клон Гаме, основываясь лишь на некотором морфологическом сходстве, и на том, что в Болгарии Блауфранкиш называют Гамэ.
В самой Германии к новому времени сорт был утрачен, и вновь попал туда лишь в XIX веке из Австро-Венгрии. Его импортировали из города Лемберг, расположенного в Нижней Штирии, на территории современной Словении. Этим объясняется происхождение одного из синонимов сорта - Лембергер. Первая официальная запись об экспорте Lembergerreben в Германию относится лишь к 1877 году.
А вот происхождение другого синонима, Лимбергер (нем. Limberger), имеет отношение к городку Лимберг под Майсау в Нижней Австрии, где в конце XIX века продавались "непривитые лозы Лимберг Блауфранкиш" (нем. "wurzelechte Limberger Blaufränkisch-Reben").
Современное международное имя сорта было ему присвоено Международной Ампелографической комиссией в 1875 году, во французском городе Кольмар.

## География
Сорт культивируют в Венгрии (около 8 000 Га в 2008 году), Австрии (около 3 300 Га в 2008 году), Германии (около 1 800 Га в 2008 году), Словакии (около 1700 Га в 2008 году), Чехии (около 1 000 Га в 2021 году), Румынии (около 900 Га в 2008 году), Хорватии (около 900 Га в 2008 году).
В меньшей степени сорт выращивают в Болгарии, Словении, и совсем незначительно во Франции, Австралии, Италии, Испании, Канаде, США, Японии.

## Потомки
- Цвайгельт был выведен в 1922 году Фрицем Цвайгельтом скрещиванием Сен-Лоран × Блауфранкиш .
- Блаубургер был выведен в 1923 году Фрицем Цвайгельтом скрещиванием Португизер × Блауфранкиш.
- Дорнфельдер был выведен в 1955 году Августом Герольдом скрещиванием Хельфенштейнер (Пино Нуар Прекос × Троллингер) × Герольдребе (Португизер × Блауфранкиш).
- Андрэ был выведен в 1960 году Ярославом Гораком скрещиванием Блауфранкиш × Сен-Лоран.
- Аколон был выведен в 1971 году Берндтом Хиллом в институте виноделия и помологии Вайнсберга скрещиванием Блауфранкиш × Дорнфельдер.
- Каберне Дорио был выведен в 1971 году в институте виноделия и помологии Вайнсберга скрещиванием Блауфранкиш × Дорнфельдер.
- Каберне Дорса был выведен в 1971 году в институте виноделия и помологии Вайнсберга скрещиванием Блауфранкиш × Дорнфельдер.

## Основные характеристики
Кусты сильнорослые.
Листья средние или крупные, округлые, трех- или пятилопастные, слаборассеченные, снизу без опушения. Черешковая выемка открытая, лировидная, стрельчатая.
Цветок обоеполый.
Грозди средние или крупные, конические или цилиндроконические, лопастные, плотные.
Ягоды средние, округлые, тёмно-синие. Кожица прочная, покрыта обильным серым восковым налетом. Мякоть сочная.
Сорт позднего периода созревания. Период от начала распускания почек до съёмной зрелости ягод составляет 150 дней при сумме активных температур 2900°С.
Вызревание побегов хорошее.
Урожайность — 90—140 ц/га. 
Сорт относительно морозоустойчив. Неустойчив против оидиума и мильдью, меньше среднего восприимчив к серой гнили.

## Характеристики вина
Вино отличается интенсивным тёмно-красным, вишнёвым цветом с фиолетовыми оттенками. В аромате присутствуют тона чёрных лесных ягод, ежевики, ноты красной смородины, тёмной спелой вишни, пряные ароматы. Характеризуется ярко выраженными бархатными танинами и прекрасной кислотностью. Молодые вина — более фруктовые, с возрастом приобретают бархатистость, и упругие и сложные вкусовые оттенки. 
Уровень танинов и кислотности варьируется в зависимости от времени сбора винограда, времени мацерации и выдержкой в бочках. 
В купажах выбирают Блауфранкиш чтобы он привнёс в вино структуру и свою высокую кислотность. 
Вино, как правило, обладает потенциалом к хранению.

## Применение
Сорт используется как для приготовления ординарных столовых вин, так и в купажах (Блауфранкиш + Цвайгельт, Блауфранкиш + Сен-Лоран, Блауфранкиш + Каберне-совиньон + Мерло и т.д.). Вина обладают потенциалом к хранению.

## Синонимы
Носит также следующие названия: В Германии этот сорт называют «Лембергер». В Венгрии сорт известен как Кекфранкош (Kékfrankos).
В Словакии сорт известен как Франковка модра (Frankovka modrá).
Французский Чёрный[уточнить].